# Квартальний поручник
Квартальний пору́чник, квартальний пору́чик (рос. квартальный поручик) — чиновник міської поліції Російської імперії з 1782 року, помічник квартального наглядача.
За Статутом благочиння (1782) обирався на 3 роки мешканцями кварталу. Посада відповідала XII класному чину. Табелю про ранги, що відповідало цивільному чину — губернському секретарю, чи армійському підпоручнику. У столицях квартальний поручник відносився до XI класу, що відповідало цивільному чину — корабельному секретарю, чи армійському поручнику. Якщо претендент на посаду мав вищий за встановлений класний чин, то його чин залишався.
Старший квартальний поручник, пройшовши атестацію, міг стати квартальним наглядачем.